# Järbo församling, Uppsala stift
Järbo församling är en församling i Gästriklands kontrakt i Uppsala stift. Församlingen ingår i Ovansjö-Järbo pastorat och ligger i Sandvikens kommun i Gävleborgs län.

## Administrativ historik
Församlingen bildades 1862 som en utbrytning ur Ovansjö församling som kapellförsamling efter att varit kapellag från 1856.
Den 1 januari 1947 (enligt beslut den 1 juni 1945) överfördes till Järbo församling från Ockelbo församling den obebodda fastigheten Lenåsen 1:2 omfattande en areal av 0,02 km², varav allt land.

### Pastorat
Järbo församling ingick från 1862 till 1869 i pastoratet Ovansjö, Högbo och Järbo. Församlingen utgjorde ett eget pastorat från 1869 till 2000 då församlingen åter blev annexförsamling i pastoratet Ovansjö och Järbo.

## Areal
Järbo församling omfattade den 1 januari 1952 en areal av 144,42 km², varav 141,12 km² land. Efter nymätningar och arealberäkningar färdiga den 1 januari 1958 omfattade församlingen den 1 januari 1961 en areal av 144,62 km², varav 140,61 km² land.

## Kyrkor
- Järbo kyrka